# 徳大寺有恒
徳大寺 有恒（とくだいじ ありつね（名はゆうこうとも読む）、本名及び旧ペンネーム：杉江 博愛（すぎえ ひろよし）、1939年〈昭和14年〉11月14日 - 2014年〈平成26年〉11月7日）は、日本の自動車評論家。元・レーシングドライバー。

## 人物
代表作となる「間違いだらけのクルマ選び」を出版する前は、本名で活動していた。「徳大寺有恒」の名前は、「できるだけ偉そうにしよう」と決定したペンネームである。この筆名の姓に関しては、堂上家で清華家7家のうちの一つである公家の徳大寺家と姻戚関係は一切無い。名については、徳大寺が、わせだ書房の編集者だった頃に名刺を渡した豊田有恒が「有恒という名前が記憶に残っていたため、ペンネームに採用したのかもしれない」と述べている。
「NAVI」（二玄社）や「ベストカー」（三推社）、「ENGINE」（新潮社）などの自動車専門誌や「MEN'S EX」（世界文化社）などの男性ファッション誌、テレビ、新聞、各種講演などを中心に幅広いジャンルで活躍していた。カーグラフィック（二玄社）創刊編集長の小林彰太郎や、岡崎宏司、27年間続いたテレビ番組新車情報の司会を務めた三本和彦らと共に、日本を代表する自動車評論家の一人であったとされる。他の自動車評論家と比べ、車の乗り方から男の生き方、経済批評まで、幅広く評論活動を行っていたのも特徴だった。
かつては日本カー・オブ・ザ・イヤー（COTY）の選考委員を務めていたが、COTYの運営方針やメーカーの接待攻勢等に疑問を持つようになり、1990年代前半に退任した。

## 来歴

### 幼少時代～大学時代
父は栃木県の農家の出身で、足利市で運輸業を営んでいた。後に東京に移り、自動車販売やタクシー会社を経営していた頃の1939年（昭和14年）に生まれる。
その後も東京に住んでいたが、第二次世界大戦の戦況悪化にともない、一家は茨城県水戸市に疎開してタクシー会社の経営を続け、そのまま定住する。徳大寺は、茨城大学教育学部附属中学校、茨城県立水戸第一高等学校を経て、成城大学経済学部に進学した。

### レーシングドライバー
大学時代からその後レース仲間となる式場壮吉や浮谷東次郎、福澤幸雄や生沢徹らとの親交を深めた。さらにホンダの創設者本田宗一郎の息子で、エンジンチューンやアフターマーケットパーツ製造販売で知られる「無限」（現M-TEC）の創設者である本田博俊とも親交が深く、たびたび本田宗一郎の愛車を借用してドライブに出かけている。
大学卒業後に式場からの推薦を受けて、1960年代初頭の日本のモータースポーツの黎明期にトヨタ自動車のワークス・チームの専属レーシングドライバーとして契約し、第二回日本グランプリにトヨタのワークスドライバーとして参戦したほか、ラリーにも参戦している。しかしレーサー時代は長続きせず、トヨタチーム内のドライバー集約を受けて引退を余儀なくされてしまう。

### レーシングメイト
レース界を引退後には、式場らとともに自動車用品会社「レーシングメイト」を東京都文京区に設立した。自家用車ブームに乗り一時は従業員40名を擁し、連夜銀座で豪遊できる繁盛ぶりだったという。しかしながら、取引先の不渡りなどを受けて1969年（昭和44年）に同社は倒産する。

### 自動車評論家・徳大寺有恒へ
その後は、タクシー運転手などで生計を立てた後、フリーランスとして文筆業を開始した。ファッション雑誌「チェックメイト」（講談社）のライターを経て自動車評論家に転身、1976年「徳大寺有恒」の筆名で自動車批評本『間違いだらけのクルマ選び - 良いクルマを買うための57章+全車種徹底批評』（草思社）を出版した。一冊目（1976年版）には老舗誌「モーターマガジン」のテスターとして「杉江博愛」の名も登場。さりげなく同誌やテスター陣を褒めるかのような表現がなされている。
急激なモータリゼーションを経て大型消費財へと変貌していた当時の自動車を批判的に評論した『間違いだらけのクルマ選び』は1976年（昭和51年）に77万部が販売され、「間違いだらけの○○」というフレーズは自動車の世界に留まらない流行語となった。その後も毎年版を重ね、毎年ベストセラーの上位にランクインした。
一方で、匿名を用いて本を出版したことに対し、当時の自動車業界からの反発は大きかった。当初「徳大寺有恒」という人物が誰なのかは秘密で、各方面でその正体が話題になっており、名前が似ていることから豊田有恒の変名と疑われたこともあったが、文体や諸事情から「杉江博愛だろう」と囁かれていた。そして、「この杉江をAJAJ（日本自動車ジャーナリスト協会）から追放しよう」という声があがった。杉江はAJAJを脱退。記者会見を開き、自身が「徳大寺有恒」であることを公にした。
イラストは創刊から穂積和夫が担当。内容はユーザー側の視点で評論することを基本としていたが、日本の自動車メーカーに対してアドバイスするような内容が多くみられた。
車種別のタイトルは筆者ではなく編集部が付けたものである。そのため、ときとして筆者の本意とは違う印象を与えることがあった
。巻末にはジャンル別に採点表が掲載され、これは筆者の主観に基づいた内容であるとの断りを入れている。5点満点評価や0.5点刻みによる10点満点評価の時代もあった。
全メーカー全車種を掲載することを原則としていたが、席が最前部にある商用車ベースのワンボックスカーは、衝突安全をクリアすることが困難なため「危険な車種である」として1980年代後半以降は載せないようにしていた。また、商用車そのものを登場させることも皆無なため実際に売れていた軽ボンネットバンは出さずクオーレやセルボといった軽セダンを掲載させていたが、2012年版では特別にサンバーバンの説明が掲載された。
2000年度版からは年2回刊行となり、本人の多忙さと、日本の自動車会社のマーケティングの戦略上車種が増えすぎたゆえ、一部の車種しか載せないようになっていた。

### 幅広い活躍
1980年代から2000年代にかけては、『ベストカー』や『NAVI』などの人気自動車雑誌に連載を持つ傍ら、ファッション雑誌やライフスタイル誌にも連載を持ち、またテレビ番組やラジオ番組にも度々登場するなど、「師匠」として親しく付き合った『カーグラフィック』誌の小林彰太郎とともに、日本を代表する自動車評論家として各方面で活躍した。
また『間違いだらけのクルマ選び』以外の単行本も頻繁に出版したほか、「ホンダ・NSX」や「トヨタ・セルシオ」、「フェラーリ・328」や「ジャガー・XJS」、「ベントレー・ミュルザンヌ」や「ダイムラー・ダブルシックス」などの新型車のみならず、「アストンマーティン・DB6」や「マセラティ・ミストラル」などのヴィンテージカーも愛用していた。

### 晩年
2000年代に重度の糖尿病に罹患した。これは著書 などで自ら述べている。なお、これ以降は杖をつくようになった他、フェラーリの様な背の低い車種に乗ることもなくなった。
これ以降は活動のペースを抑えたものの、『ベストカー』や『NAVI』、『ENGINE』などに定期、もしくは不定期の連載を行う傍ら、年に数冊のペースで自動車批評本も発刊していた。『間違いだらけのクルマ選び』は筆者の急病のため2005年夏版は休刊となり、2006年1月にそれまでの総集編である最終版を出版。30年間の歴史にピリオドを打つ。その後2011年からはモータージャーナリスト島下泰久との共著で『間違いだらけのクルマ選び』の復刊を果たした。

### 死去
2014年11月7日、急性硬膜下血腫のため死去。

## 私生活
自動車評論家という職業柄、膨大な台数の車を次々と所有した。スポーツカーから高級セダン、SUVまで多岐にわたり、1990年代は日本車、ドイツ車やイタリア車など欧州車、そしてアメリカ車を常時5-6台所有していた。
SUVではミドルサイズのダッジ・ダコタを購入したり、またドイツ車はメルセデス・ベンツ・SLなどを所有したりと嗜好の幅が広く、多くの読者を生んでいる。フランス車では特にシトロエンを好み、最近の愛車はシトロエン・DS3であった。かつて、妻がボランティア活動をしていたため、その目的で狭い道に乗り入れる必要があるため、軽自動車（数台乗り継がれている）のスズキ・ワゴンRを購入した過去もあるが、最近はミニであった。加えて、イギリスの旧車を強く好んだ。
晩年にはロンドン郊外の旧車専門店の話や、1950年代のアルヴィスやMG、トライアンフなどに言及した。自動車以外の嗜好は喫煙で、トレードマークとまでなっていたパイプを嗜み、後年に入ると葉巻を好んでいた。バブル経済前後には「ジュリアナ」にも顔を出し、「助手席には女性以外は乗せない｣ことを信条とし、ファッションなどでも英国風のダンディズムを標榜していた。

## 著書

### 単著
- 『間違いだらけのクルマ選び』草思社、1976年11月（1977年版相当、以降シリーズ化）
  - 『続・間違いだらけのクルマ選び』（1978年版相当）、1979年版～1999年版、00年上期版、00年下期版、01年上期版、01年下期版、02年上期版、02年夏版、03年夏版、03年冬版、04年夏版、04年冬版、05冬版、06最終版。
- 『間違いだらけのクルマ選び：定本・基礎知識編：良いクルマを選ぶための101章』草思社、1978年11月
- 『ポルシェ911偏愛学 : シャレたクルマの見分け方、つき合い方』三推社〈ベストカーブックス〉、1983年1月
- 『間違いだらけのクルマ選び：クルマ選びの基礎知識』草思社、1983年4月
- 『いい女のカーライフ』新潮社〈新潮文庫〉、1987年3月
- 『間違いだらけの運転テクニック』講談社〈ベストカーバックス〉、1987年7月
- 『自動車会社・生き残るのはどこか』草思社、1988年8月
- 『ダンディー・トーク』自動車週報社、1989年4月。のち草思社〈草思社文庫〉、2016年4月。
- 『ドアを開けると世界が見える : 偏愛的ラジカル・カーライフ論「こんなクルマはいらない」』小学館〈GORO BOOKS〉、1989年12月
- 『ニューヨークを楽しんだあと、私はポルシェ959の試乗に向かった』草思社、1991年6月
- 『徳大寺有恒のクルマ運転術』草思社、1991年10月。のちアップデート版、2016年3月。
- 『新・クルマ選びの基礎知識』草思社、1991年12月
- 『ダンディー・トークⅡ : イギリス車の精神』みずうみ書房、1992年3月。のち草思社〈草思社文庫〉、2016年6月。
- 『ああ、人生グランド・ツーリング』二玄社〈NAVI BOOKS〉、1992年5月
- 『新・間違いだらけの外国車選び : 全車種徹底批評』草思社、1992年7月
- 『ぼくの日本自動車史』草思社、1993年12月。のち同社〈草思社文庫〉、2011年6月。
- 『クルマの掟 : 僕の自動車文化論 』二玄社〈NAVI BOOKS〉、1994年8月
- 『最新・間違いだらけの外国車選び』草思社、1994年9月
- 『徳大寺有恒のクルマ選び77の法則』草思社、1995年10月
- 『日本のクルマ社会を斬る！ : 『間違いだらけのクルマ選び』20年ベスト評論集』草思社、1996年11月
- 『大生活グルマ大テスト : ニッポンを走る乗用車115車種の実力』二玄社〈NAVI BOOKS〉、1997年4月
- 『今夜はノータイで決めよう : モテる男のダンディズム考』世界文化社、1998年7月
- 『58歳からの楽々運転術』草思社、1999年9月
- 『日産自動車の逆襲 : 世界再編成と四百万台クラブの真実』光文社〈カッパ・ブックス〉、1999年10月
- 『ぶ男に生まれて』飛鳥新社、1999年12月。のち集英社〈集英社文庫〉、2004年11月。
- 『男は男らしく生きろ！ : 自分の「スタイル」を極める。』大和書房、2000年4月
- 『自動車産業進化論 : 日産革命が変えたメーカーたちの世界戦略』光文社、2001年11月
- 『一台のクルマがあれば人生を変えるのに充分だ』平凡社、2003年1月
- 『決定版 女性のための運転術』草思社、2003年10月。のち改訂版『新・女性のための運転術』2014年2月。
- 『徳大寺有恒のオトコの心得』金沢倶楽部、2004年7月
- 『間違いだらけの中古車選び』講談社〈講談社文庫〉、2004年11月
- 『大人のためのブランド・カー講座』新潮社、2004年12月
- 『眼が見えない猫のきもち』平凡社、2005年8月
- 『ぶ男の遺言』講談社、2006年1月
- 『女性のためのクルマ選び』扶桑社、2006年1月
- 『中高年のためのらくらく安心運転術』草思社、2006年12月
- 『徳大寺有恒からの伝言 : そろそろ、クルマの黄金時代の話をしておきましょうか』二玄社、2008年11月
- 『間違いじゃなかったクルマ選び : 古車巡礼』二玄社、2009年10月
- 『間違いだらけのエコカー選び』海竜社、2009年12月
- 『指さして言うTOYOTAへ : 誰のためのクルマづくりか』有峰書店新社、2010年6月
- 『駆け抜けてきた : 我が人生と14台のクルマたち』東京書籍、2013年8月
- 『新・女性のための運転術』草思社、2014年2月
- 『俺と疾れ!! 自動車評論30年史 激動の20世紀編』講談社、2015年1月
  - 『俺と疾れ!! 自動車評論30年史 変革の21世紀編』講談社、2015年3月
- 『徳大寺有恒 ベストエッセイ』草思社、2015年10月

### 共著
- 梶原一明と共著『自動車産業亡国論 : トヨタ・日産の「正義」は日本の罪』光文社〈カッパ・ビジネス〉、1992年3月
- 大川悠、舘内端と共著『ベスト・オブ・ナビ・トーク〈1984‐1992〉日本自動車評論の地平を革新する。』二玄社〈Navi books〉、1992年12月
- 梶原一明と共著『目先の利益主義 改革論 : ニッポン企業 醜さからの出発』光文社〈カッパ・ビジネス〉、1993年11月
- 岡崎宏司と共著『もっとマトモなクルマに乗りなさい』小学館、1996年10月
- 北本かつらと共著『宇宙一せまい授業! : ディープなプロだけが知っている取り扱い注意な知識』東邦出版、2008年5月
- 『徳大寺有恒といくエンスー・ヒストリックカー・ツアー』NAVI編集部編、二玄社、2008年6月
- 島下泰久と共著『間違いだらけのクルマ選び』草思社（2011年版～2015年版）